# ATP Challenger Brindisi
Der ATP Challenger Brindisi (offiziell: Trofeo Città di Brindisi) war ein Tennisturnier, das zwischen 2001 und 2003 in Brindisi, Italien, stattfand. Es gehörte zur ATP Challenger Tour und wurde im Freien auf Sand gespielt.

## Liste der Sieger

### Einzel
| Jahr | Sieger         | Finalgegner       | Ergebnis       |
| ---- | -------------- | ----------------- | -------------- |
| 2003 | Galo Blanco    | Francisco Fogués  | 7:5, 1:6, 7:5  |
| 2002 | Mariano Puerta | Leonardo Azzaro   | 6:3, 7:62      |
| 2001 | Federico Luzzi | Vasilis Mazarakis | 0:6, 7:63, 6:4 |

### Doppel
| Jahr | Sieger                               | Finalgegner                  | Ergebnis        |
| ---- | ------------------------------------ | ---------------------------- | --------------- |
| 2003 | Iván Navarro Mario Radić             | Manuel Jorquera Diego Moyano | 7:68, 6:0       |
| 2002 | Mariano Delfino Sergio Roitman       | Marc López Salvador Navarro  | 7:64, 6:73, 6:4 |
| 2001 | Daniele Bracciali Giorgio Galimberti | Cristian Brandi Uros Vico    | 2:6, 7:65, 7:63 |